# Ernest Normand
Ernest Normand (Londres, 30 de diciembre de 1857 - Londres, 23 de marzo de 1923), fue un pintor orientalista inglés

## Datos biográficos y obra
En 1880 se casó con la pintora y escritora Henrietta Rae, se asentaron en Londres y tuvieron dos hijos. El matrimonio, en 1890 viajó a Francia para estudiar en la Académie Julian con Jules Joseph Lefebvre y Jean-Joseph Benjamin-Constant.
Ambos, como artistas, coincidieron en pintar figuras desnudas en escenarios caracterizados por su exuberancia. Este tipo de obras les hizo recibir fuertes críticas acusándolos de un exceso de sensualidad.
Normard se destacó como orientalista pero, también, pintó retratos y escenas religiosas en un estilo con influencias del prerrafaelismo y de la pintura victoriana, en la que predominan la belleza formal, cierta melancolía y ensoñación.